# Iguanura humilis
Iguanura humilis är en enhjärtbladig växtart som först beskrevs av Ruth Kiew, och fick sitt nu gällande namn av Chong Keat Lim. Iguanura humilis ingår i släktet Iguanura och familjen Arecaceae. Inga underarter finns listade i Catalogue of Life.